# Dearcc
Zhejiang Dianka Automobile Technology Co. Ltd., agissant sous le nom de Dearcc, est une société de fabrication automobile basée à Zhejiang, en Chine, spécialisée dans la production de voitures électriques. Fondée le 23 juin 2015, à la fin de 2017, la société lance un modèle unique appelé Dearcc EV10 avec une autonomie entièrement électrique allant jusqu'à 155 km.

## Histoire
- 23 juin 2015 - Fondation de Zhejiang Dianka Automobile Technology Co. Ltd.
- 17 novembre 2017 - Lancement de la citadine électrique Dearcc EV10 sur le marché.
- 3 avril 2018 - Début de la construction de la base de production de Shaoxing.
- 7 juillet 2018 - Les ventes de la version étendue de la gamme du Dearcc EV10, l'EV10 Pro300 ont débuté à Shanghai.

## Modèles et produits
- Dearcc EV10
- Enovate ME7

## Galerie

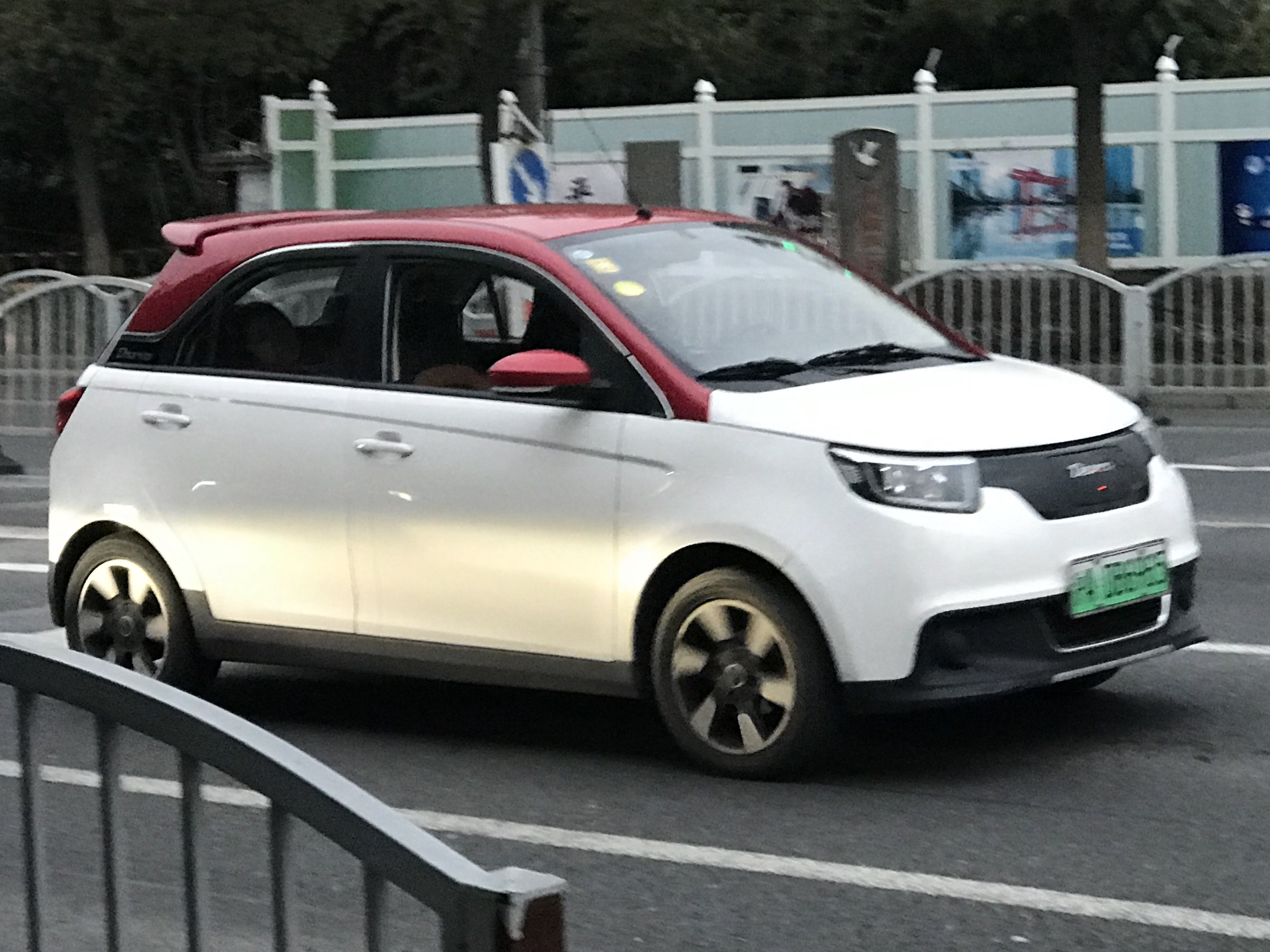
Dearcc EV10 à Shanghai
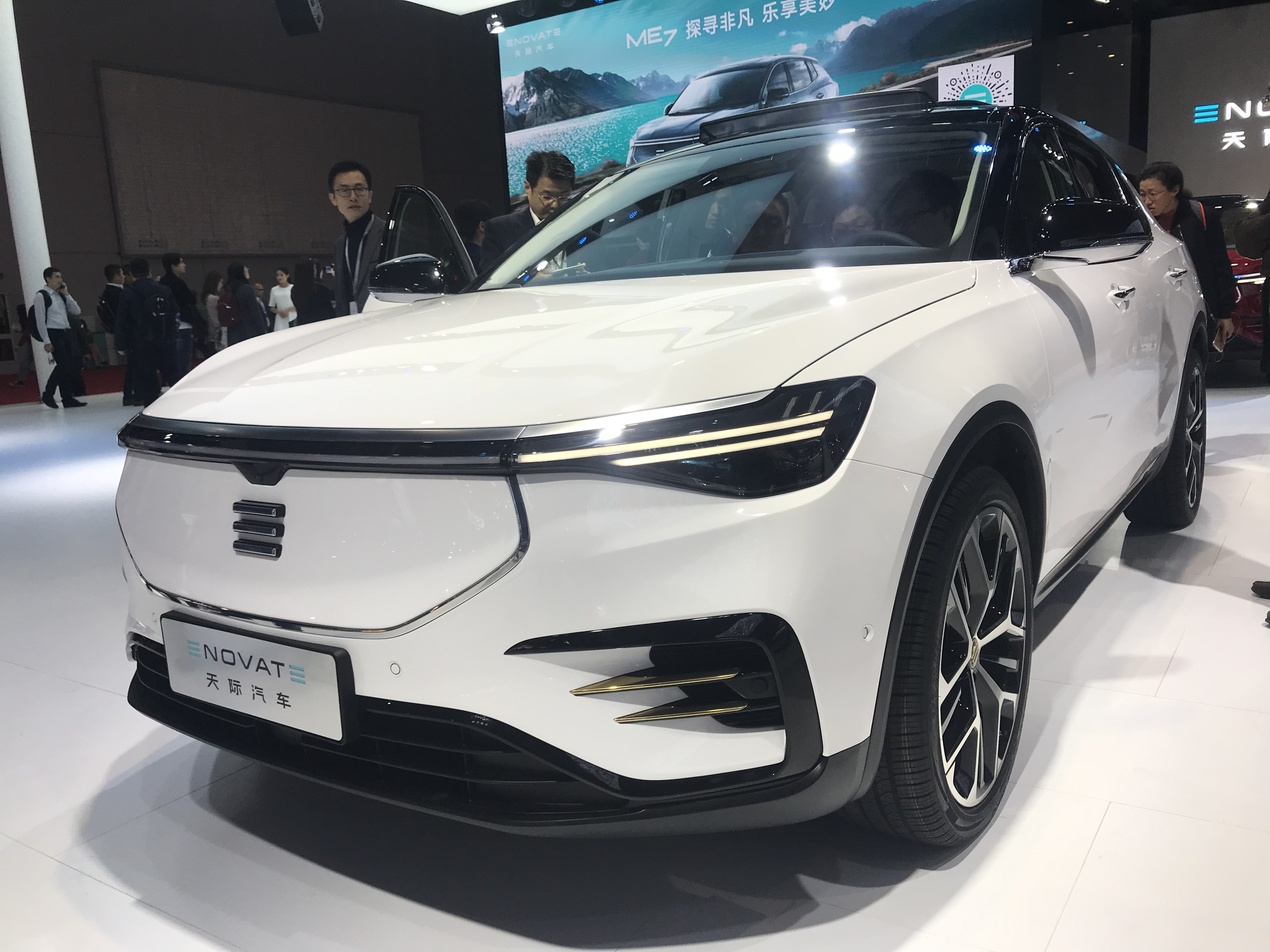
Enovate ME7
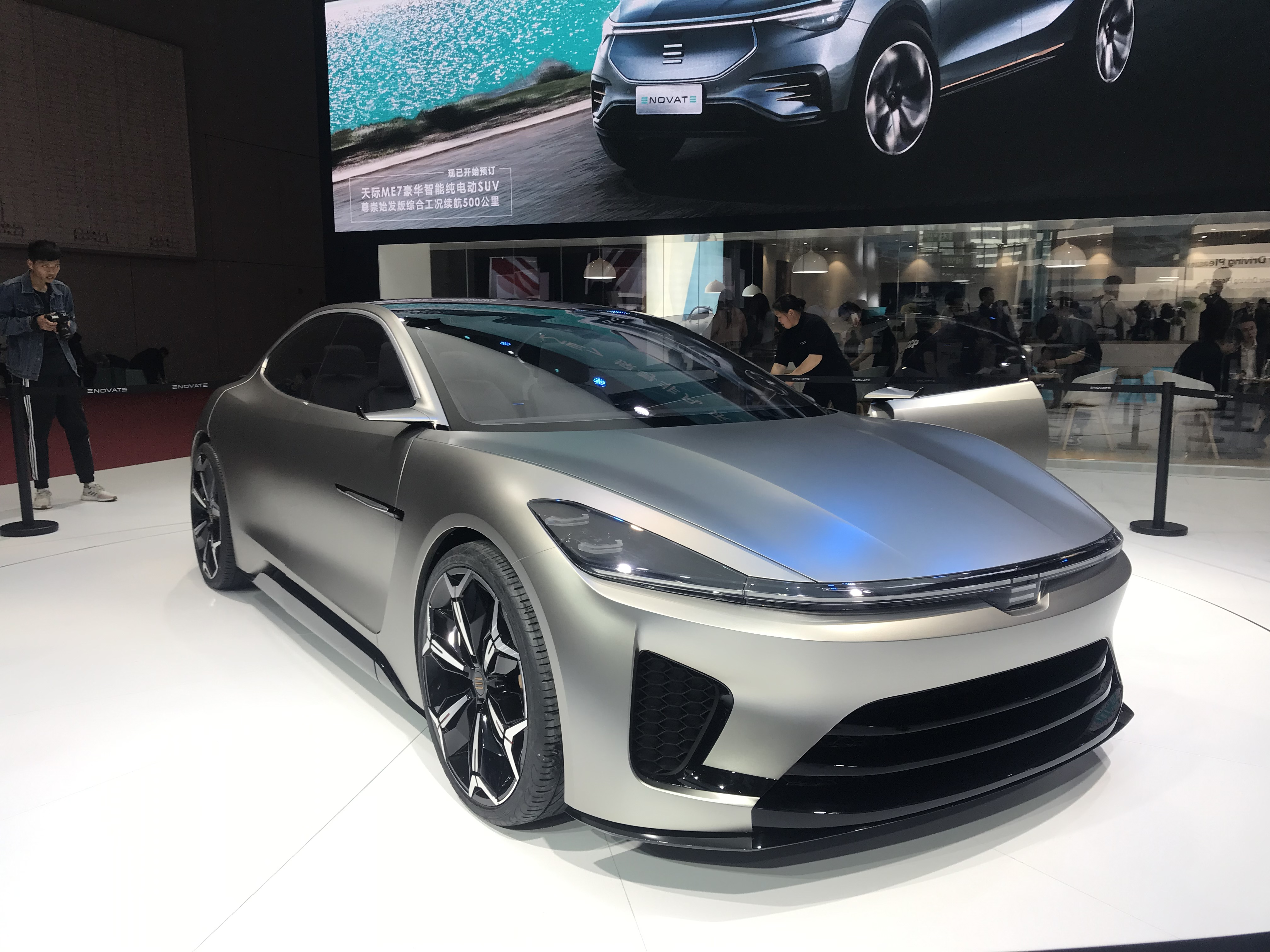
Concept de l'Enovate ME-S